# جون تشارلزورث
جون تشارلزورث (بالإنجليزية: John Charlesworth)‏ هو لاعب كرة قدم أمريكية أمريكي، ولد في 13 أكتوبر 1902 في كلارسبورغ في الولايات المتحدة، وتوفي في 28 سبتمبر 1962 في مانهاتن في الولايات المتحدة.